# Oblast de Kaliningrad
« Région de Kaliningrad » redirige ici. Pour la ville, voir Kaliningrad.
L'oblast de Kaliningrad (en russe : Калинингра́дская о́бласть, Kaliningradskaïa oblast’, également appelé Балтийская Россия - Baltiïskaya Rossiïa soit « Russie baltique » ou Янтарный край - Iantarnyï kraï soit « territoire de l'ambre ») est une entité constitutive  de la fédération de Russie, dont le centre administratif est la ville de Kaliningrad. Rosstat lui attribue le code 27 et son code d'immatriculation est le 39.
L'oblast de Kaliningrad est le sujet, plus précisément oblast, le plus occidental de la Russie, en étant une exclave russe au bord de la mer Baltique, entourée au nord et à l'est par la Lituanie et au sud par la Pologne. Il faut traverser deux pays pour rejoindre la Russie contigüe, et la ville russe la plus proche, Pskov, se trouve à 600 km. Presque l'ensemble de son territoire, qui mesure 15 125 km2, est plat, étant situé dans la plaine d'Europe orientale. Les vestiges des premières civilisations commencent à la fin de la glaciation vistulienne avec la culture de Memel et celle de Narva. Jusqu'à la fin du Haut Moyen Âge, très peu d'informations subsistent, mis à part que le peuple balte de Prussiens vivaient dans la zone. Au XIIIe siècle, les chevaliers-moines de l'ordre Teutonique conquièrent l'oblast au prix de nombreuses batailles, et érigent des châteaux à travers le territoire. L'ordre, affaibli par la guerre de Treize Ans, est sécularisé par son grand maître en 1525, en devenant le duché de Prusse. À partir de 1618, le duché forme le Brandebourg-Prusse avec la marche de Brandebourg. Par le traité de la Couronne, l'union devient le royaume de Prusse, et la zone devient alors la province de Prusse-Orientale. Après la Seconde Guerre mondiale, l'Armée rouge occupe ce territoire du Reich allemand, l'Union soviétique annexant la partie nord de la Province en 1945 à la suite de la conférence de Potsdam. Sa capitale Königsberg est renommée en l'honneur de Mikhaïl Kalinine, la nouvelle ville donnant son nom à l'oblast.
En 2023, l'oblast comptait 1 032 913 habitants, en augmentation faible mais constante grâce à des soldes naturels et migratoires positif. Lors de la période estivale, la population peut doubler ; ceci s'expliquant par le développement du tourisme balnéaire, l'oblast comptant de nombreuses stations balnéaires sur sa côte malgré sa taille, bénéficiant de l'eau de la Baltique. La plupart de ses stations attirent des touristes et vacanciers venues de Russie, principalement des grandes villes riches de Russie européenne. En tout, un peu moins de 2 % du produit intérieur brut lui est dû. Tous les secteurs économiques réunis, le produit intérieur brut de l'oblast représentait en 2018 460,9 milliards de roubles, 45e place nationale. Rapporté à son nombre d'habitants, il se hisse à la 31e place, avec 7 330 dollars par habitant. En dehors du tourisme, les secteurs principaux sont ceux des services, des communications et de l'information. L'agriculture et l'industrie gardent cependant une place importante, grâce à la surface de terres arables à travers le territoire ; en étant le premier en rendement de maïs du pays ainsi que de colza, avec la fabrication de denrées alimentaires pour l'industrie. Le secteur des transports est clé, grâce à sa position et à ses ports qui sont les seuls ports russes de la Baltique non gelés en hiver.
Enfin, l'oblast de Kaliningrad possède un patrimoine architectural et culturel important, malgré les destructions massives pendant la Seconde Guerre mondiale et l'Union soviétique, grâce aux différents États prussiens et allemands l'ayant occupé. En 2022, il y avait plus de 1000 objets patrimoniaux régionaux ou locaux dans l'oblast, et avec les objets archéologiques et fédéraux, cela montait à près de 1800 monuments. Ce chiffre est en constante augmentation, l'oblast s'étant engagé dans la protection des bâtiments existants et la restauration de ceux en ruines. Ainsi, des églises et des châteaux, tels que ceux d'Allenbourg, de Ragnit, de Tapiau, d'Insterbourg et d'autres ont été ou sont en train d'être rénovés.

## Géographie

### Situation
L'oblast de Kaliningrad est un des 89 sujets de la fédération de Russie, le plus occidental d'entre eux, ainsi qu'une exclave de la Russie. Il fait partie du district fédéral du Nord-Ouest, et il a une superficie de 15 125 km2, soit 1 % de la superficie du pays. La longueur maximale d'est en ouest est de 205 km, du nord au sud de 108 km. Il est frontalier au nord et à l'est de la Lituanie sur 280,5 km, au sud il est frontalier de la Pologne sur 231,98 km. De plus, il est baigné par la mer Baltique, avec un littoral long de 183,56 km.
La Sambie constitue le cœur de l'oblast, s'avançant vers l'ouest dans la mer Baltique, bordée au sud par la lagune de la Vistule et au nord par la lagune de Courlande. Dans le sud-ouest se trouve l'oblast naturelle du Stablack.
Le plus grand cours d'eau est la Pregolia (russe : Прего́ля, allemand : Pregel, lituanien : Prieglius).

### Voies de communication et transports

#### Transport routier
Le type de transport intrarégional le plus important est le transport routier. L'oblast de Kaliningrad est l'une des plus équipées en voitures par habitant de Russie, se classant au cinquième rang. De plus, environ 85 % des voitures sont des voitures étrangères, principalement assemblées en Europe. Un réseau de routes pavées a été développé. La plupart des routes ne répondent pas aux normes de largeur adoptées en Russie et sont en outre tortueuses. Sur la plupart des routes de l'oblast de Kaliningrad, la vitesse maximale est limitée à 70 km/h (au lieu de 90 km/h) en raison de la présence d'arbres le long de la route. Dans le même temps, les routes de l'oblast de Kaliningrad sont parmi les plus sûres et de la meilleure qualité du pays.

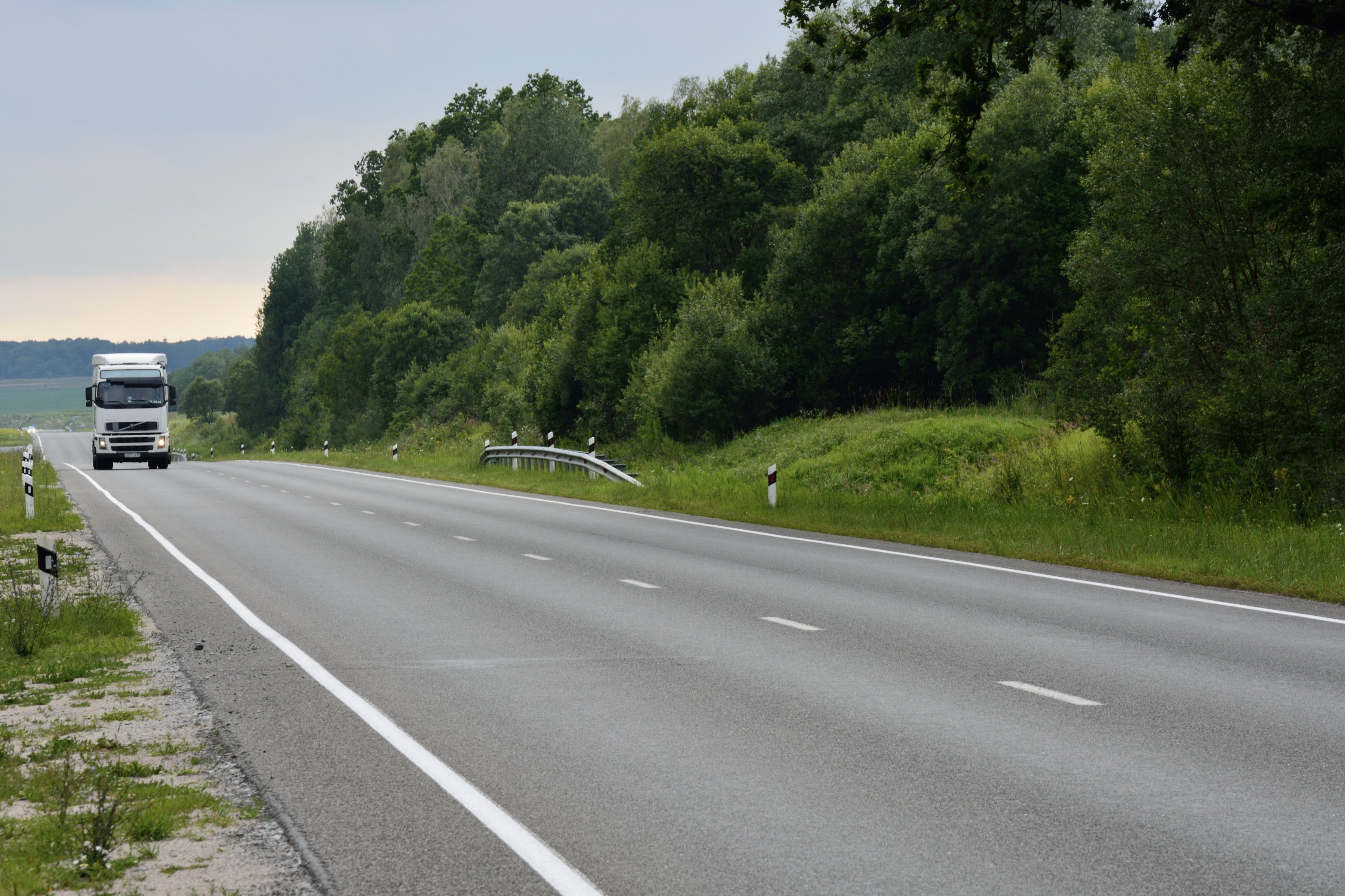
La route 27A-002.

L'oblast de Kaliningrad possède un réseau routier très dense comparé à la moyenne russe, ayant hérité du réseau prussien. La longueur totale au 1er janvier 2019 était de 9 092,1 km de routes, dont 256,2 km de routes fédérales (l'A216 ; l'A217 ; l'A229). Les routes régionales sont longues de 4 421,5 km. Enfin, la longueur des routes locales (ou intermunicipale/municipale) est de 4 414,4 km. Il y a en tout 442 routes régionales ou locales dans l'oblast. La densité du réseau dorsal est de 309,6 km pour 1 000 km2, dépassant largement la moyenne russe. Toutes les routes sont asphaltées, situation là aussi exceptionnelle pour une région russe. Au total, il y a 661 ponts sur le réseau, ainsi que 860 arrêts de bus installés.
Les routes les plus importantes sont : 
- : Kaliningrad - Gvardeïsk - Talpaki (Taplacken) (branche A-229) - Bolchakovo (Groß Skaisgirren) - Sovietsk - frontière lituanienne ;
- A217 : Kaliningrad - Svetlogorsk (avec sorties vers Khrabrovo et l'aéroport, Zelenogradsk, Pionerski...);

- : vers Vilnius et Minsk ;
- 27A-002 : Kaliningrad - Bagrationovsk - frontière polonaise ;
- 27A-021 : Kaliningrad - Ladouchkine - Mamonovo - frontière polonaise ;

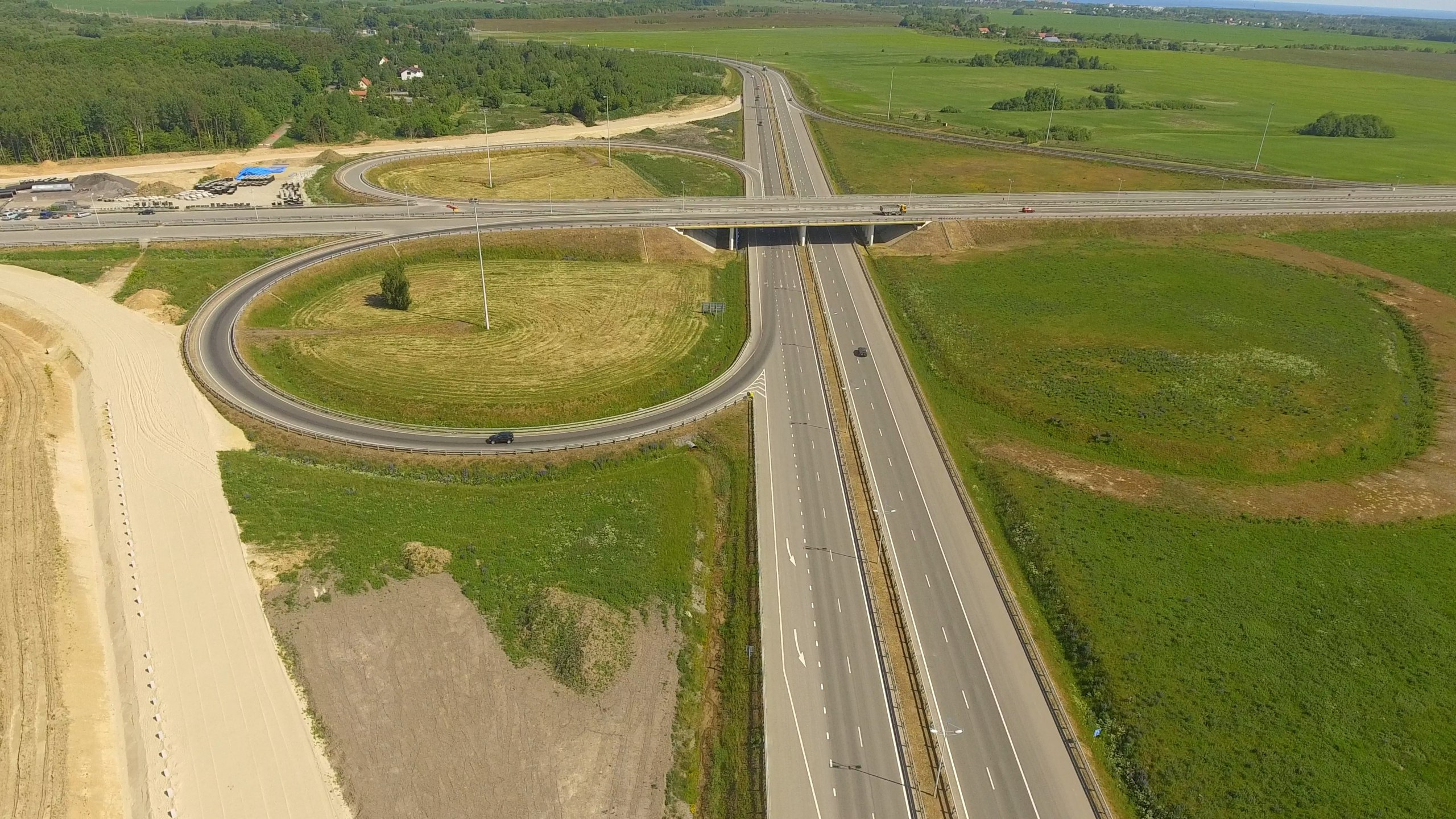
L'A217 (celle de gauche à droite) avec la 27A-013 au centre.

- L'A217 (celle de gauche à droite) avec la 27A-013 au centre.27A-076 : Zelenogradsk - Isthme de Courlande - frontière lituanienne (vers Klaipėda).

#### Transport aérien
À 24 km de Kaliningrad, près du village de Khrabrovo, se situe l'aéroport Khrabrovo.

#### Transports maritimes
Les ports de Kaliningrad et de Baltiïsk sont d'importance nationale et sont libres de glace toute l'année.

#### Transports en commun
À Kaliningrad, il y a un tramway (le système le plus ancien de Russie, en service depuis 1895, voie étroite : 1000 mm) et un trolleybus. Dans d'autres villes de la région, les transports urbains ne sont représentés que par des bus, même si avant la guerre il y avait un trolleybus à Insterbourg et un tramway à Tilsit.

#### Connexion avec le reste de la Russie
La liaison entre l'exclave et le reste du territoire se fait par la route ou le train, via la Lituanie puis la Biélorussie, ou bien par voie maritime via la mer Baltique jusqu'au port de Saint-Pétersbourg.

## Histoire

La Prusse-Orientale (en 1939), dont est issue l'oblast de Kaliningrad.

Aux Prussiens, peuple balte polythéiste (en), le christianisme est imposé par l'épée à l'issue des « croisades du nord » menées par les chevaliers teutoniques, à l'origine de l'État monastique des chevaliers Teutoniques devenu, en 1525 après le passage des barons teutoniques au luthéranisme, le duché de Prusse puis, en 1701, une province du royaume allemand de Prusse.
Pendant la guerre de Sept Ans, les Russes défont les Prussiens et l'oblast est occupée par la Russie (1758-62). Mais les alliances se renversent et l'oblast est rendue au royaume prussien.
En 1807, la Prusse écrasée par Napoléon appelle à l'aide la Russie, qui y mène les batailles d'Eylau et Friedland, puis signe dans l'actuelle Sovietsk le traité de Tilsit avec Napoléon.
En août 1914, dans le contexte de la Première Guerre mondiale et de la menace allemande sur Paris, la Russie remporte la bataille de Gumbinnen, envahit la majeure partie de l'oblast et aide ainsi à l'issue favorable de la première bataille de la Marne. La Russie semble alors envisager avec circonspection une première annexion partielle de l'oblast. Mais la victoire allemande de Tannenberg quelques jours plus tard refoule l'armée russe hors de Prusse-Orientale, où les Russes ne gardent que les environs de Gumbinnen/Goussev jusqu'au début de 1915.
À la fin de la Seconde Guerre mondiale, la province allemande de Prusse-Orientale est conquise lors d'une offensive de l'Armée rouge à partir de janvier 1945, puis divisée entre l'Union soviétique (partie nord) et la Pologne (partie sud), selon les exigences de Staline entérinées pendant les discussions des Alliés sur la question polonaise et lors des conférences interalliées de Yalta et Potsdam.
Ainsi l'oblast de Kaliningrad, la voïvodie de Varmie-Mazurie en Pologne et l'oblast de Klaipeda/Memel en Lituanie succèdent en 1945 à la Prusse-Orientale, prise à l'Allemagne.
Jusqu'en 1945, la population de l'oblast est principalement allemande, avec une minorité lituanienne et une autre masurienne parlant polonais, mais luthérienne comme les Allemands de Prusse. La population allemande et une partie des Masuriens ont quitté le pays durant l'évacuation de la Prusse-Orientale entre le 20 janvier et mars 1945, pendant l'expulsion des Allemands d'Europe de l'Est, et la population actuelle est presque entièrement issue de la diaspora russe,.
Depuis l'indépendance des pays baltes en 1990, l'oblast de Kaliningrad est devenu une exclave russe entre Pologne et Lituanie : sa capitale est séparée de Pskov, la ville russe la plus proche, par trois frontières et 600 kilomètres. Cette situation peut être rapprochée de celle, symétrique, qu'avait connue la Prusse-Orientale vis-à-vis de l'Allemagne dans l'entre-deux-guerres, de par la création du corridor de Dantzig destiné à ménager un accès de la Pologne restaurée à la mer Baltique.

## Politique et administration

### Organisation des pouvoirs

#### Pouvoir exécutif
La Charte de l'oblast de Kaliningrad du 18 janvier 1996 détermine l'organisation du pouvoir dans le sujet fédéral. Le gouverneur détient le pouvoir exécutif dans le territoire, nommant le gouvernement de l'oblast de Kaliningrad. Le gouverneur de l'oblast de Kaliningrad est élu au scrutin uninominal majoritaire à deux tours pour un mandat de cinq ans, sauf si un candidat dépasse les 50 % au premier tour. Lorsqu'un gouverneur démissionne, c'est le président de la Russie qui est chargé d'en nommer un par intérim en attendant une nouvelle élection.
Les dernières élections, qui ont eu lieu en septembre 2022, ont vu Anton Alikhanov, de Russie unie, le gouverneur depuis 2017 l'emporter avec 80,21 % des suffrages exprimés au premier tour. Le taux de participation était de seulement 38,51 %. En mai 2024, il a été nommé ministre de l'Industrie et du Commerce de la Fédération de Russie. Le gouverneur par intérim est remplacé le lendemain sur décret de Vladimir Poutine par Alekseï Besprozvannykh, l'ancien vice-ministre de l'Industrie et du Commerce de la fédération de Russie

#### Pouvoir législatif
L'assemblée législative de l'oblast de Kaliningrad (avant avril 2022 : douma de l'oblast de Kaliningrad) détient le pouvoir législatif du territoire, et elle est composée d'un total de 40 sièges renouvelés tous les cinq ans, dont 20 sièges au scrutin uninominal majoritaire à un tour dans autant de circonscriptions électorales, et 20 sièges au scrutin proportionnel plurinominal.
Aux dernières élections en septembre 2021, le parti Russie unie a remporté 29 sièges, suivi par les communistes avec 6 sièges. Le parti Russie juste et le parti libéral-démocrate ont chacun obtenu deux sièges, tandis que celui des retraités en a obtenu un. Depuis 2016, Andreï Kropotkine, membre de Russie unie, est le président de l'assemblée législative.

### Subdivisions
L'oblast est divisé en 22 municipalités :
- 8 villes : Kaliningrad (Königsberg), Baltiïsk (Pillau), Ladouchkine (Ludwigsort), Mamonovo (Heiligenbeil), Pionerski (Neukehren), Sovietsk (Tilsit), Svetly (Zimmerbude), Svetlogorsk (Rauschen) ;
- 1 commune urbaine : Iantarny (Palmnicken)
- 13 raïons : de Bagrationovsk (Preußisch Eylau), de Gourievsk (Neuhausen), de Goussev (Gumbinnen), de Gvardeïsk (Tapiau), de Krasnoznamensk (Lasdehnen), de Neman (Ragnit), de Nesterov (Stallupönen), d'Oziorsk (Darkehmen), de Polessk (Labiau), de Pravdinsk (Friedland), de Slavsk (Heinrichswalde), de Tcherniakhovsk (Insterburg) et de Zelenogradsk (Cranz).

| N°                                     | Subdivision                     | Nom russe                       | Centre administratif            | Population (2023)               | Superficie (km²)                | Densité (hab.km²) |
| Villes d'importances régionales        | Villes d'importances régionales | Villes d'importances régionales | Villes d'importances régionales | Villes d'importances régionales | Villes d'importances régionales |                   |
| -------------------------------------- | ------------------------------- | ------------------------------- | ------------------------------- | ------------------------------- | ------------------------------- | ----------------- |
| 1                                      | Kaliningrad                     | Калининград                     | Kaliningrad                     | 489 735                         | 223,03                          | 2195,83           |
| 2                                      | Baltiïsk                        | Балтийск                        | Baltiïsk                        | 28 856                          | 101,31                          | 284,83            |
| 3                                      | Ladouchkine                     | Ладушкин                        | Ladouchkine                     | 3761                            | 28,18                           | 133,46            |
| 4                                      | Mamonovo                        | Мамоново                        | Mamonovo                        | 8527                            | 106,13                          | 80,34             |
| 5                                      | Pionerski                       | Пионерский                      | Pionerski                       | 12 794                          | 8,27                            | 1547,04           |
| 6                                      | Svetly                          | Светлый                         | Svetly                          | 27 606                          | 80,23                           | 344,09            |
| 7                                      | Svetlogorsk                     | Светлогорск                     | Svetlogorsk                     | 20 105                          | 33.16                           | 606,3             |
| 8                                      | Sovetsk                         | Советск                         | Sovetsk                         | 38 910                          | 43,75                           | 889,37            |
| Commune urbaine d'importance régionale |                                 |                                 |                                 |                                 |                                 |                   |
| 9                                      | Iantarny                        | Янтарный                        | Iantarny                        | 7294                            | 19,38                           | 376,37            |
| Raïons administratifs                  |                                 |                                 |                                 |                                 |                                 |                   |
| 10                                     | Raïon de Bagrationovsk          | Багратионовский район           | Bagrationovsk                   | 32 923                          | 1014,5                          | 32,45             |
| 11                                     | Raïon de Gvardeïsk              | Гвардейский район               | Gvardeïsk                       | 29 797                          | 784,18                          | 38                |
| 12                                     | Raïon de Gourievsk              | Гурьевский район                | Gourievsk                       | 13 416                          | 1283,72                         | 80,56             |
| 13                                     | Raïon de Goussev                | Гусевский район                 | Goussev                         | 38 089                          | 642,66                          | 59,27             |
| 14                                     | Raïon de Zelenogradsk           | Зеленоградский район            | Zelenogradsk                    | 38 010                          | 2016,49                         | 18,85             |
| 15                                     | Raïon de Krasnozamensk          | Краснознаменский район          | Krasnozamensk                   | 11 082                          | 1280,47                         | 8,65              |
| 16                                     | Raïon de Neman                  | Неманский район                 | Neman                           | 15 606                          | 698,30                          | 22,35             |
| 17                                     | Raïon de Nesterov               | Нестеровский район              | Nesterov                        | 11 897                          | 1061,07                         | 11,21             |
| 18                                     | Raïon d'Oziorsk                 | Озёрский район                  | Oziorsk                         | 12 664                          | 877,44                          | 14,43             |
| 19                                     | Raïon de Polessk                | Полесский район                 | Polessk                         | 17 134                          | 834,28                          | 20,54             |
| 20                                     | Raïon de Pravdinsk              | Правдинский район               | Pravdinsk                       | 18 443                          | 1283.88                         | 14,37             |
| 21                                     | Raïon de Slavsk                 | Славский район                  | Slavsk                          | 16 193                          | 1349,07                         | 12                |
| 22                                     | Raïon de Tcherniakhovsk         | Черняховский район              | Tcherniakhovsk                  | 46 410                          | 1285,75                         | 36,1              |

### Représentation fédérale
L'oblast de Kaliningrad est l'un des sujets de la fédération de Russie, et il est soumis aux mêmes règles que les autres sujets et doit respecter la Constitution russe de 1993. L'oblast de Kaliningrad est réparti pour les élections législatives russes entre la circonscription électorale de Kaliningrad (no 97), qui recouvre le nord de l'oblast, et la circonscription centrale (no 98), qui recouvre le sud de l'oblast. Chaque circonscription élit un député à la douma d'État, qui sont pour la législature de 2021 à 2026 Andreï Kolesnik (Russie unie) pour la circonscription de Kaliningrad et Marina Orgueïeva (Russie unie) pour la circonscription centrale.
L'oblast, comme chaque sujet, est représenté au Conseil de la fédération par deux sénateurs. Le premier est élu par le pouvoir législatif (l'assemblée) de l'oblast et le représente, tandis que le second est nommé par le pouvoir exécutif (gouverneur) de l'oblast et le représente. L'assemblée et le gouvernement élisent leurs représentants lorsqu'ils prennent leurs fonctions respectives. Le représentant du gouvernement est Aleksandr Chenderiouk–Jidkov (Russie unie) de septembre 2022 à septembre 2024, tandis que le représentant de l'assemblée est Aleksandr Iarochouk (Russie unie) d'octobre 2021 à septembre 2026.

### L'oblast de Kaliningrad et l'Union européenne

L'oblast de Kaliningrad en Europe.

Carte de la Russie baltique.

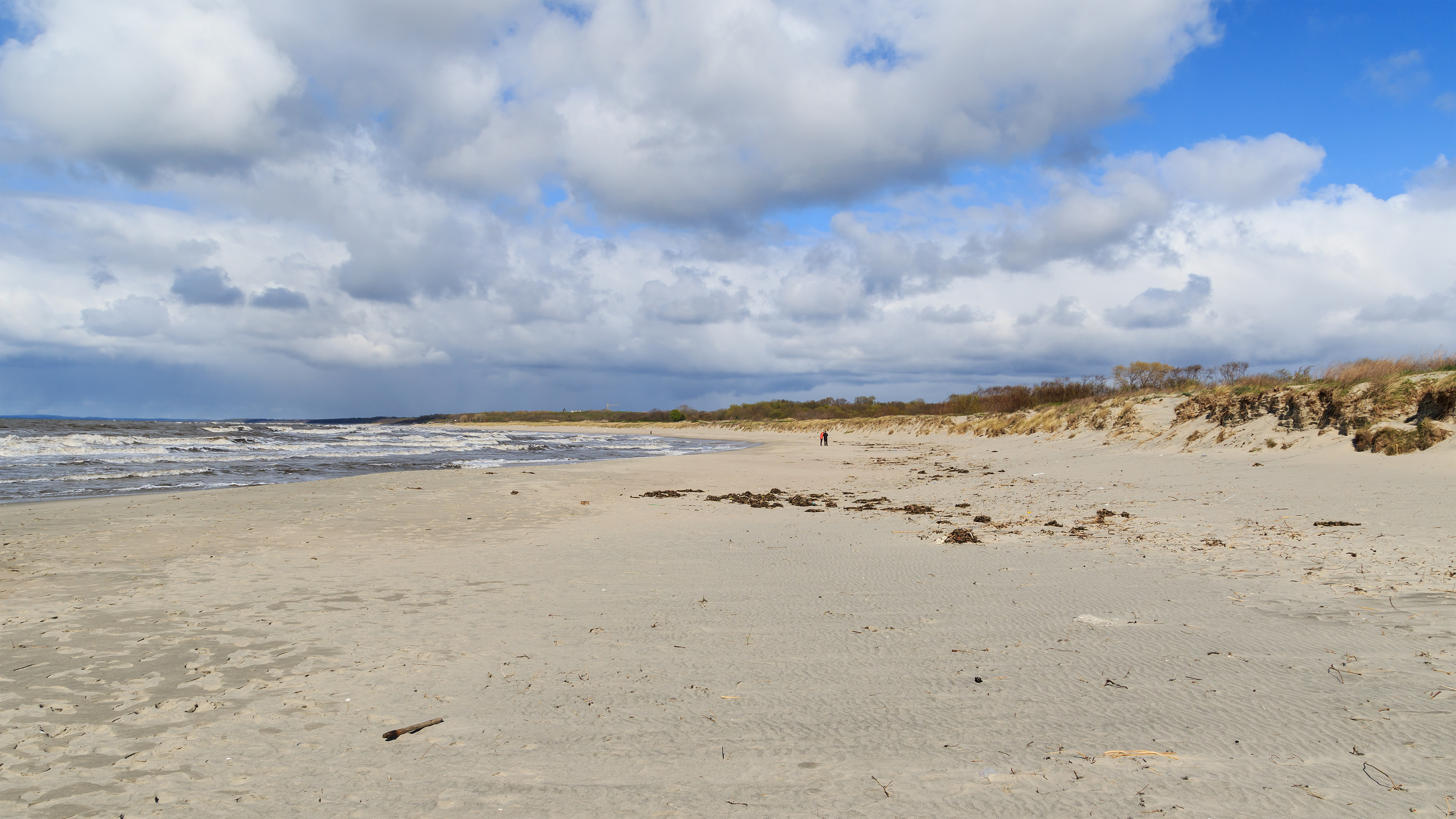
Vue d'une plage de l'oblast de Kaliningrad.

Depuis l'adhésion de la Pologne et de la Lituanie à l'Union européenne (UE), l'exclave de Kaliningrad est au cœur de négociations diplomatiques entre la Russie et l'Union. En effet, en vertu des accords de Schengen, les frontières de l'exclave deviennent en juillet 2003 des frontières extérieures de l'Union européenne, rendant donc difficiles les liaisons terrestres avec le reste de la Russie.
Après la dislocation de l'Union soviétique, les deux parties en présence doivent trouver un accord :
- les autorités russes n'ont aucun intérêt à voir une partie de leur territoire isolé de la Russie, d'autant que Kaliningrad est victime de difficultés économiques ;
- la Pologne et la Lituanie ne souhaitent pas des tensions autour de l'exclave russe se développer sur des frontières qu'elles doivent surveiller.

C'est pourquoi un accord est conclu en avril 2004 entre la Russie et l'Union européenne, exemptant de taxes douanières les transits traversant le territoire lituanien : ainsi la fédération de Russie a librement accès, via les États souverains de Biélorussie et Lituanie, à ses ports de la Baltique en eau libre lorsque ceux du golfe de Finlande sont pris par les glaces.
Malgré cet accord, la tension remonte quatre ans plus tard : 5 novembre 2008, le président russe Dmitri Medvedev annonce la possible installation de missiles Iskander près de Kaliningrad au cas où les États-Unis installeraient un bouclier antimissile en Pologne et en République tchèque.
Tentant de désamorcer les tensions, la Commission européenne propose le 29 juillet 2011 d'étendre à l'ensemble des habitants de l'oblast la possibilité de se rendre sans visa Schengen en Pologne et en Lituanie dans un rayon de 30 kilomètres à partir de la frontière russe, voire de 50 kilomètres dans des cas exceptionnels (soins de santé, raisons familiales). Selon la Commission, il s'agit de faciliter la vie des habitants : « Assez souvent, ils doivent traverser la frontière pour des raisons familiales, culturelles ou économiques ; quelquefois pour quelques heures, quelquefois pour plusieurs jours ». Ils ont cependant toujours besoin d'un visa pour aller plus loin, que ce soit Varsovie, Vilnius ou un autre État membre de l'UE,. Cet accord sur les petits mouvements frontaliers a été signé en 2012, les frontaliers russes n'ont plus besoin de visa, mais d'un permis dont la validité est de deux ans.

### Importance stratégique
Le territoire de Kaliningrad présente une importance stratégique. Il est décrit comme un « avant-poste militaire de la Russie en Europe ». Le quartier-général de la flotte de la Baltique se trouve à Kaliningrad.
Plusieurs systèmes de missiles faisant partie d'une stratégie A2/AD sont déployés dans l'exclave : S-300, S-400, Oniks et Iskander.
En cas de guerre entre la Russie et l'OTAN, Kaliningrad pourrait menacer la communication entre les États baltes et la Pologne (corridor de Suwałki) et servir de base de lancement d'opérations militaires.

## Population et société

### Démographie
| 1989    | 2002    | 2010    | 2016    | 2021      |
| ------- | ------- | ------- | ------- | --------- |
| 871 283 | 955 281 | 941 873 | 976 439 | 1 029 966 |

| Année | Fécondité | Fécondité urbaine | Fécondité rurale |
| ----- | --------- | ----------------- | ---------------- |
| 1990  | 1,81      | 1,68              | 2,39             |
| 1991  | 1,70      | 1,58              | 2,26             |
| 1992  | 1,52      | 1,37              | 2,14             |
| 1993  | 1,30      | 1,18              | 1,81             |
| 1994  | 1,34      | 1,23              | 1,79             |
| 1995  | 1,23      | 1,14              | 1,60             |
| 1996  | 1,14      | 1,05              | 1,48             |
| 1997  | 1,08      | 0,97              | 1,51             |
| 1998  | 1,15      | 1,04              | 1,54             |
| 1999  | 1,04      | 0,97              | 1,31             |
| 2000  | 1,11      | 1,03              | 1,38             |
| 2001  | 1,10      | 1,03              | 1,37             |
| 2002  | 1,21      | 1,12              | 1,52             |
| 2003  | 1,24      | 1,18              | 1,45             |
| 2004  | 1,20      | 1,12              | 1,48             |
| 2005  | 1,16      | 1,09              | 1,41             |
| 2006  | 1,20      | 1,10              | 1,54             |
| 2007  | 1,40      | 1,28              | 1,81             |
| 2008  | 1,45      | 1,32              | 1,86             |
| 2009  | 1,48      | 1,36              | 1,86             |
| 2010  | 1,46      | 1,35              | 1,82             |
| 2011  | 1,52      | 1,42              | 1,86             |
| 2012  | 1,63      | 1,51              | 2,01             |
| 2013  | 1,64      | 1,53              | 2,03             |
| 2014  | 1,70      | 1,59              | 2,08             |
| 2015  | 1,75      | 1,67              | 2,00             |
| 2016  | 1,73      | 1,66              | 1,95             |
| 2017  | 1,57      | 1,51              | 1,77             |
| 2018  | 1,51      | 1,48              | 1,61             |
| 2019  | 1,39      | 1,40              | 1,34             |

### Villes
Les villes les plus importantes de l'oblast de Kaliningrad sont :
|                | Russe       | Allemand † | Lituanien †  | Polonais † |
| -------------- | ----------- | ---------- | ------------ | ---------- |
| Baltiïsk       | Балтийск    | Pillau     | Piliava      | Piława     |
| Tcherniakhovsk | Черняховск  | Insterburg | Įsrutis      | Wystruć    |
| Goussev        | Гусев       | Gumbinnen  | Gumbinė      | Gąbin      |
| Kaliningrad    | Калининград | Königsberg | Karaliaučius | Królewiec  |
| Sovietsk       | Советск     | Tilsit     | Tilžė        | Tylża      |

## Environnement
L'oblast de Kaliningrad recense concernant la faune 321 espèces de mammifères et d'oiseaux vivent, dont 54 espèces sont des espèces rares et menacées. L'oblast recense entre autres une population estimée de 14 à 18 lynxs en 2022.

## Économie

### Généralités
Selon Rosstat, le produit régional brut de l'oblast s'élevait à 675,0 milliards de roubles en 2021, soit  le 44e des 85 sujets russes, et le PIB par habitant était lui de 659,7 mille roubles/habitant cette année-là.
- Usine automobile de Avtotor (Автотор) (GM, BMW, Kia, Yuejin) en 2016, elle emploie 3 500 personnes[36].

- OKB Fakel : système de propulsion électrique basé à Neman.

- L'oblast de Kaliningrad dispose de 90 % des réserves mondiales d'ambre[37].

## Culture
En 2022, il y avait plus de 1000 objets patrimoniaux régionaux ou locaux dans l'oblast, et avec les objets archéologiques et fédéraux, cela montait à près de 1800 monuments.